# Burey-la-Côte
Burey-la-Côte település Franciaországban, Meuse megyében. Lakosainak száma 86 fő (2022. január 1.). Burey-la-Côte Taillancourt, Goussaincourt, Montbras és Sauvigny községekkel határos.

## Népesség
A település népességének változása:
| Lakosok száma | 74   | 57   | 52   | 66   | 85   | 88   | 87   | 88   | 88   | 86   |
|               | 1968 | 1982 | 1990 | 2006 | 2013 | 2015 | 2017 | 2019 | 2020 | 2022 |